# Барийские анналы
Барийские анналы (лат. Annales barenses) — историческое сочинение неизвестного автора из г. Бари. Сохранились в двух рукописях XV в. Охватывают период с 605 года по 1043 год. Содержат сведения главным образом по истории Южной Италии раннего средневековья, истории Византии и её борьбы за обладание Апулией и Калабрией в X—XI веках. Под 1027 и 1041 годами упоминают русов и вандалов в составе византийского войска в Италии, отправленного императором против норманнов. Послужили одним из основных источников для латинской хроники Лупа Протоспафария (нач. XII в.).

## Издания
- Барийские анналы // Хроники Италии / Пер. с лат. И. В. Дьяконова. — М.: Русская панорама, 2020. — С. 552–556. — (MEDIÆVALIA: средневековые литературные памятники и источники). — ISBN 978-5-93165-439-3.
- Annales barenses, hrsg. von Georg Heinrich Pertz // Monumenta Germaniae Historica. — Tomus V. — Hannover, 1844. — pp. 51–56. — (Scriptores in Folio)[1].

## Переводы на русский язык
- Барийские анналы в переводе О. Лугового на сайте Восточная литература